# Luigi VIII d'Assia-Darmstadt
Luigi VIII o Ludovico d'Assia-Darmstadt (Darmstadt, 5 aprile 1691 – Darmstadt, 17 ottobre 1768) fu langravio d'Assia-Darmstadt dal 1739 al 1768.
Venne soprannominato Jagdlandgraf (il "langravio cacciatore") per la sua smodata passione per la caccia da inseguimento che interessò e condizionò gran parte della vita sociale, artistica e culturale del suo stato nel periodo della sua reggenza.

## Biografia

### Infanzia

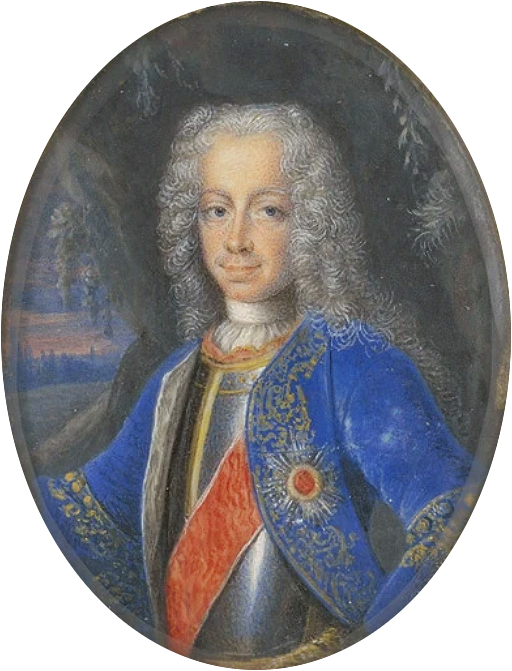
Luigi in un ritratto in miniatura su avorio del 1725 ad opera di Johann Christian Fiedler

Luigi VIII d'Assia-Darmstadt era figlio del langravio Ernesto Luigi d'Assia-Darmstadt e della margravia Dorotea Carlotta di Brandeburgo-Ansbach, figlia del langravio Alberto II di Brandeburgo-Ansbach.

### Langravio d'Assia-Darmstadt

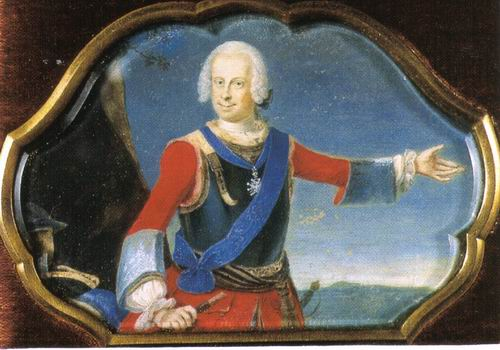
Luigi VIII, langravio d'Assia-Darmstadt

Alla morte del padre Ernesto Luigi, Luigi VIII salì al trono come langravio e il suo governo fu subito funestato dalla guerra dei Sette anni alla quale prese parte personalmente, schierandosi con l'imperatore, che lo nominò feldmaresciallo. Questo fatto, però, ebbe conseguenze tragiche anche per il proprio paese che venne coinvolto negli scontri nella parte settentrionale. Grazie all'amicizia particolare con l'imperatore Giuseppe II, nel 1764 questi venne a recargli visita nella foresta di Heusenstamm per progettare la prosecuzione della guerra insieme come alleati. Questa delicato equilibrio di alleanza, rischiò di essere compromesso dal figlio ed erede di Luigi VIII, il futuro Luigi IX, il quale ancora da principe ereditario, per il suo spiccato militarismo, si avvicinò alla corrente di pensiero di Federico II di Prussia, giungendo per qualche tempo a militare nell'esercito prussiano prima di essere richiamato all'ordine dal padre.
Sul piano politico fu attivo nella propria famiglia in qualità di tutore nei confronti di Federico V d'Assia-Homburg sino alla maggiore età di questi nel 1766. In questi anni, ad ogni modo, lo stesso Luigi VIII tentò di annettere il territorio dell'Assia-Homburg per ingrandire i propri domini ma tale intento cadde nel nulla.
Sotto l'aspetto sociale, Luigi VIII fu responsabile della realizzazione di un primo impianto di illuminazione pubblica a petrolio per la città di Darmstadt, creando un regolamento ufficiale nel 1767. Ad ogni modo, con l'idea di non voler finanziare l'Impero ottomano ed i suoi commerci, decise la proibizione del consumo e della vendita di caffè nei propri domini. Si distinse come patrono delle arti patrocinando pittori del calibro di Johann Christian Fiedler, Johann Conrad Seekatz e Christian Ludwig von Löwenstern. Nel 1742 fondò una Spinnhaus, un moderno istituto penale di correzione che tendeva, secondo gli ideali dell'Illuminismo, a riabilitare il condannato attraverso l'impiego lavorativo nell'ambito del settore tessile, particolarmente attivo nel corso del XVIII secolo. Nel 1746 fondò il primo orfanotrofio di stato.
Ebbe grande passione per l'opera e per il teatro: fondò ufficialmente il teatro di Darmstadt e vi istituì la prima struttura adatta a spettacoli di concezione moderna, oltre a dedicarsi occasionalmente alla scrittura di alcune opere da rappresentarsi in loco. Patrocinò l'opera del compositore Johann Christoph Graupner. Nel 1766, il celebre compositore Telemann, all'età di 85 anni, scrisse per il suo anniversario di ascesa al trono una fanfara. Concluse la sua vita in teatro, morendo durante una rappresentazione il 17 ottobre 1768, nella poltrona della sua tribuna d'onore dalla quale stava seguendo lo spettacolo.

### La passione per la caccia

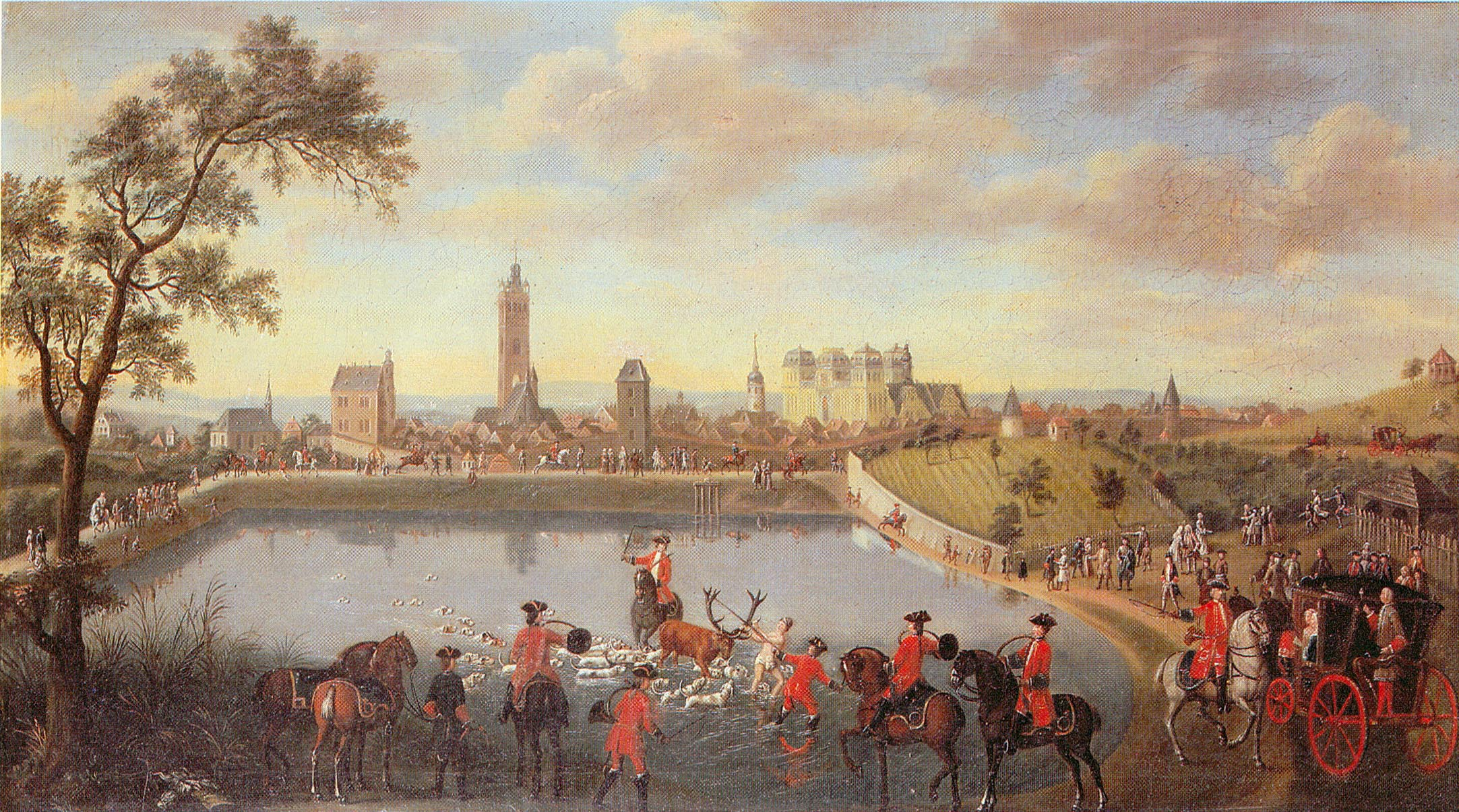
Una caccia al cervo presso Darmstadt. Dipinto di Georg Adam Eger del 1755

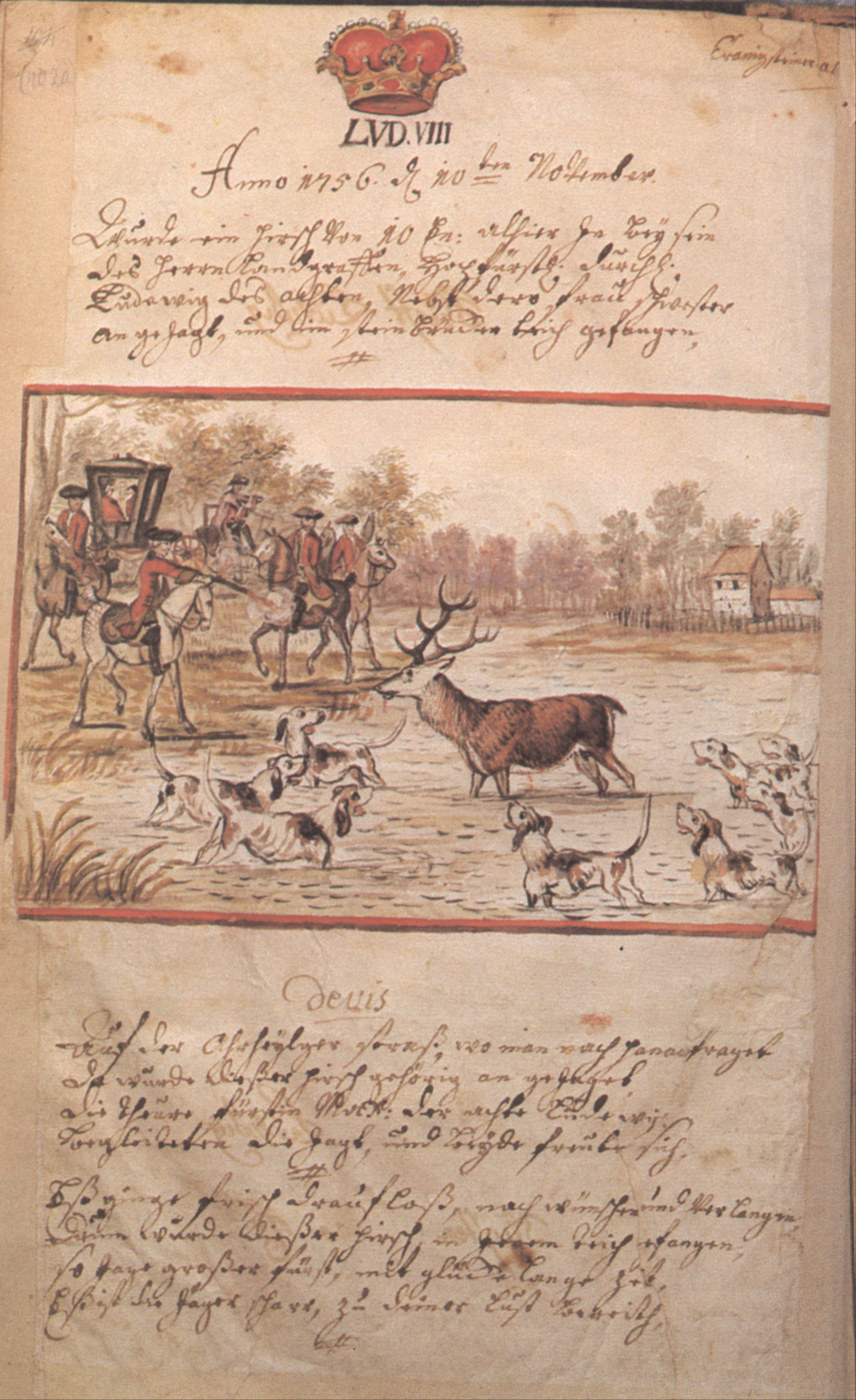
Lo Jagdtagebuch di Luigi VIII d'Assia-Darmstadt alla pagina del 10 novembre 1756 (disegni di Georg Adam Eger).

Come suo padre, anche Luigi VIII era un grande appassionato di chasse à courre, una particolare tecnica di caccia particolarmente diffusa tra XVII e XVIII secolo che si serviva di mute di cani per inseguire le prede.
La sua particolare predilezione per questa attività lo rese noto col soprannome di Jagdlandgraf ("Langravio cacciatore") e lo portò spesso ad essere distante dagli affari di governo per seguire da vicino le sue battute di caccia. La sua passione giunse a tal punto che arrivò a coniare delle monete particolari chiamate Saudukat ("ducati dei cinghiali") per premiare i più valenti tra i cacciatori che seguivano le sue battute, annotando scrupolosamente i prodotti delle varie cacce nel cosiddetto Jagdtagebuch ("Libro di caccia"). Per tale scopo Luigi VIII fece realizzare molte residenze di caccia tra le quali ricordiamo il Castello di caccia di Kranichstein e quello di Dianaburg. Per i molti cavalli necessari per la caccia, Luigi fece inoltre ampliare notevolmente le già copiose stalle del castello di Darmstadt.
Sempre per scopi relativi alla caccia, supportò l'introduzione in Germania dello schioppo a vento Gilardoni (noto in Germania col nome tedesco di Windbüchse) ad opera del suo armaiolo di corte, Friedrich Jacob Boßler; questo era un primo esempio di fucile ad aria compressa, silenzioso e particolarmente adatto per le cacce da posta, di cui lo stesso langravio volle dotarsi.

## Matrimonio e figli

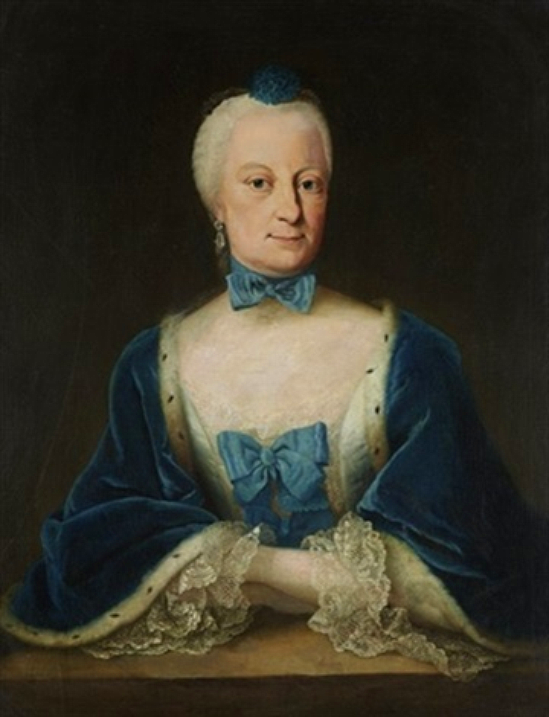
Carlotta di Hanau-Lichtenberg, moglie di Luigi VIII d'Assia-Darmstadt

Il 5 aprile 1717, al Castello di Philippsruhe, Luigi VIII sposò la contessa Carlotta di Hanau-Lichtenberg, figlia ed erede del conte Giovanni Reinardo III di Hanau-Lichtenberg. Da questo matrimonio nacquero i seguenti eredi:
- Luigi, poi langravio d'Assia-Darmstadt con il nome di Luigi IX;
- Carlotta Guglielmina Federica (1720 - 1721)
- Giorgio Guglielmo (11 luglio 1722 - 21 giugno 1782), sposò nel 1748 Luisa di Leiningen (1729-1818);
- Carolina Luisa, (11 luglio 1723 - 8 aprile 1783), sposò il granduca Carlo Federico di Baden.
- Augusta (1725 – 1742)
- Giovanni Federico Carlo (1726 – 1746)

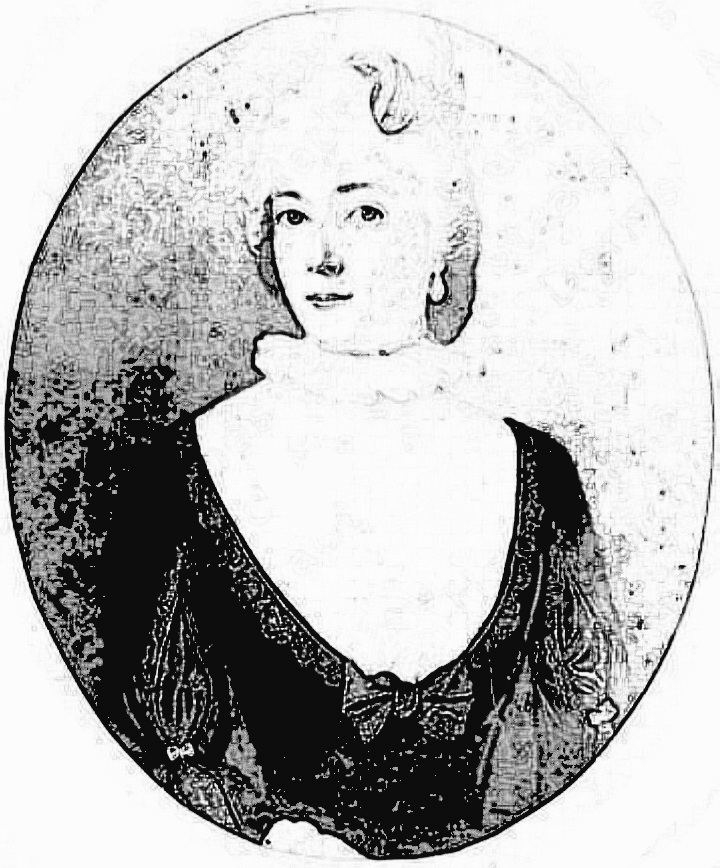
Ritratto di Friederica Elisabeth Clotz, seconda amante di Luigi VIII d'Assia-Darmstadt dal 1737 al 1743

Dopo la prematura scomparsa della moglie nel 1726, Luigi VIII non si risposò più ma ebbe una serie di amanti.
La prima di queste fu la cantante madame Richard che il langravio incontrò a Parigi nel 1736 e che lo seguì a Darmstadt nel 1737, spostandosi poi a Kassel, ma la loro relazione durò in tutto pochi anni.
Ben più importante, per quanto non più duratura, fu la relazione che Luigi VIII ebbe dal 1740 con Friederica Elisabeth Clotz (1713-1743). Questa, proveniente da una famiglia impegnata al servizio dello stato ed originaria di Wetzlar, la quale aveva dato consiglieri di stato all'Assia già nel XVI secolo, era damigella d'onore della langravia e figlia di Anton Christian Clotz (1687-1760), consigliere e ufficiale giudiziario di Butzbach nonché proprietario del feudo di Clotz'schen, e di sua moglie Albertine Elisabeth Hert (1692-1759), figlia di Johann Christoph Hert. Anche questa relazione non produsse altri eredi.
Dopo la morte prematura di Friederike Elisabeth Clotz nel 1743, il landgravio ebbe una relazione con Helene Martini (Mamsel Lene; 1728–1803). Con lei, il principe ebbe una relazione intensa e duratura al punto che sovente si faceva vedere in sua compagnia anche a corte e lei lo accompagnava nelle sue battute di caccia.

## Ascendenza
|                                                |                                           |                                           | Genitori                                 |  |  | Nonni |  |  | Bisnonni                     |  |  | Trisnonni                 |  |
|                                                |                                           |                                           |                                          |  |  |       |  |  | Giorgio II d'Assia-Darmstadt |  |  | Luigi V d'Assia-Darmstadt |  |
|                                                |                                           |                                           |                                          |  |  |       |  |  | Giorgio II d'Assia-Darmstadt |  |  | Luigi V d'Assia-Darmstadt |  |
|                                                |                                           | Maddalena di Brandeburgo                  |                                          |  |  |       |  |  | Giorgio II d'Assia-Darmstadt |  |  |                           |  |
| Luigi VI d'Assia-Darmstadt                     |                                           |                                           |                                          |  |  |       |  |  | Giorgio II d'Assia-Darmstadt |  |  |                           |  |
|                                                |                                           | Sofia Eleonora di Sassonia                | Giovanni Giorgio I di Sassonia           |  |  |       |  |  |                              |  |  |                           |  |
|                                                |                                           | Sofia Eleonora di Sassonia                | Giovanni Giorgio I di Sassonia           |  |  |       |  |  |                              |  |  |                           |  |
|                                                |                                           | Sofia Eleonora di Sassonia                | Maddalena Sibilla di Hohenzollern        |  |  |       |  |  |                              |  |  |                           |  |
| Ernesto Luigi d'Assia-Darmstadt                |                                           | Sofia Eleonora di Sassonia                |                                          |  |  |       |  |  |                              |  |  |                           |  |
|                                                |                                           | Ernesto I di Sassonia-Gotha-Altenburg     | Giovanni di Sassonia-Weimar              |  |  |       |  |  |                              |  |  |                           |  |
|                                                |                                           | Ernesto I di Sassonia-Gotha-Altenburg     | Giovanni di Sassonia-Weimar              |  |  |       |  |  |                              |  |  |                           |  |
|                                                |                                           | Ernesto I di Sassonia-Gotha-Altenburg     | Dorotea Maria di Anhalt                  |  |  |       |  |  |                              |  |  |                           |  |
| Elisabetta Dorotea di Sassonia-Gotha-Altenburg |                                           | Ernesto I di Sassonia-Gotha-Altenburg     |                                          |  |  |       |  |  |                              |  |  |                           |  |
|                                                |                                           | Elisabetta Sofia di Sassonia-Altenburg    | Giovanni Filippo di Sassonia-Altenburg   |  |  |       |  |  |                              |  |  |                           |  |
|                                                |                                           | Elisabetta Sofia di Sassonia-Altenburg    | Giovanni Filippo di Sassonia-Altenburg   |  |  |       |  |  |                              |  |  |                           |  |
|                                                |                                           | Elisabetta Sofia di Sassonia-Altenburg    | Elisabetta di Brunswick-Wolfenbüttel     |  |  |       |  |  |                              |  |  |                           |  |
| Luigi VIII d'Assia-Darmstadt                   |                                           | Elisabetta Sofia di Sassonia-Altenburg    |                                          |  |  |       |  |  |                              |  |  |                           |  |
|                                                | Gioacchino Ernesto di Brandeburgo-Ansbach | Giovanni Giorgio di Brandeburgo           |                                          |  |  |       |  |  |                              |  |  |                           |  |
|                                                | Gioacchino Ernesto di Brandeburgo-Ansbach | Giovanni Giorgio di Brandeburgo           |                                          |  |  |       |  |  |                              |  |  |                           |  |
|                                                | Gioacchino Ernesto di Brandeburgo-Ansbach | Elisabetta di Anhalt-Zerbst               |                                          |  |  |       |  |  |                              |  |  |                           |  |
| Alberto II di Brandeburgo-Ansbach              | Gioacchino Ernesto di Brandeburgo-Ansbach |                                           |                                          |  |  |       |  |  |                              |  |  |                           |  |
|                                                |                                           | Sofia di Solms-Laubach                    | Giovanni Giorgio I di Solms-Laubach      |  |  |       |  |  |                              |  |  |                           |  |
|                                                |                                           | Sofia di Solms-Laubach                    | Giovanni Giorgio I di Solms-Laubach      |  |  |       |  |  |                              |  |  |                           |  |
|                                                |                                           | Sofia di Solms-Laubach                    | …                                        |  |  |       |  |  |                              |  |  |                           |  |
| Dorotea Carlotta di Brandeburgo-Ansbach        |                                           | Sofia di Solms-Laubach                    |                                          |  |  |       |  |  |                              |  |  |                           |  |
|                                                |                                           | Gioacchino Ernesto di Oettingen-Oettingen | Ludovico Eberardo di Oettingen-Oettingen |  |  |       |  |  |                              |  |  |                           |  |
|                                                |                                           | Gioacchino Ernesto di Oettingen-Oettingen | Ludovico Eberardo di Oettingen-Oettingen |  |  |       |  |  |                              |  |  |                           |  |
|                                                |                                           | Gioacchino Ernesto di Oettingen-Oettingen | Margherita d'Erbach                      |  |  |       |  |  |                              |  |  |                           |  |
| Sofia Margherita di Oettingen-Oettingen        |                                           | Gioacchino Ernesto di Oettingen-Oettingen |                                          |  |  |       |  |  |                              |  |  |                           |  |
|                                                |                                           | Anna Sibilla di Solms-Sonnenwalde-Pouch   | Enrico Guglielmo di Solms-Sonnenwalde    |  |  |       |  |  |                              |  |  |                           |  |
|                                                |                                           | Anna Sibilla di Solms-Sonnenwalde-Pouch   | Enrico Guglielmo di Solms-Sonnenwalde    |  |  |       |  |  |                              |  |  |                           |  |
|                                                |                                           | Anna Sibilla di Solms-Sonnenwalde-Pouch   | Sofia Dorotea di Mansfeld-Arnstein       |  |  |       |  |  |                              |  |  |                           |  |
|                                                |                                           | Anna Sibilla di Solms-Sonnenwalde-Pouch   |                                          |  |  |       |  |  |                              |  |  |                           |  |